# Spezial (DJ)
Spezial oder seltener Special (* 1965 als Mike Sachitzki) ist ein deutscher Techno-DJ aus Berlin.
Mike Sachitzki war Türsteher am Irish-Pub im Europa-Center am Breitscheidplatz in Berlin-Charlottenburg. Er wechselte 1991 an die Tür des Afterhour-Clubs Walfisch. Nach kurzer Zeit wurde er dort dann als DJ aktiv. Nach dem Ende des Clubs wechselte er als Resident zu Taniths neuer Afterhour-Location Exit, welche sich im Ahornblatt in Mitte an der Gertraudenstraße befand. Hier war er bis zum Ende 1994 aktiv. Weitere Auftritte hatte er beispielsweise in der Hafenbar oder dem WM66.
In seinem weiteren Leben wurde er als selbständiger Dienstleister für Fahrrad-Spezialanfertigungen tätig. Er legt nur noch sporadisch auf.

## Würdigung
In der SFB-Doku Technocity von 1993 sieht man ihn als DJ bei Marushas Radiosendung Rave Satellite auflegen. Die deutsche Band Scooter erwähnt seinen Namen im Text des Songs Hyper Hyper von 1994.